# Toaru hikūshi e no koiuta
Toaru hikūshi e no koiuta (とある飛空士への恋歌? lett. "La canzone d'amore per un certo pilota") è una serie di light novel scritta da Koroku Inumura e illustrata da Haruyuki Morisawa, pubblicata in cinque volumi da Shogakukan, sotto l'etichetta Gagaga Bunko, tra febbraio 2009 e gennaio 2011. Un adattamento anime, prodotto da TMS Entertainment, è stato trasmesso in Giappone tra il 6 gennaio e il 31 marzo 2014, mentre un adattamento manga è stato serializzato sul Shōnen Sunday Super sempre di Shogakukan dal 25 febbraio 2014 al 25 settembre 2015. La serie è ambientata nello stesso universo narrativo di Toaru hikūshi e no tsuioku, precedente opera dello stesso autore.

## Trama

### Antefatti
I cittadini dell'impero di Balsteros vengono governati dalla monarchia di re Gregorio La Hire. Tuttavia col passare del tempo inizia a dilagare un forte malcontento nel paese, che causa l'organizzazione di una rivolta popolare. L'insurrezione, grazie all'aiuto di Nina Viento, una ragazza in grado di controllare il vento, acquisisce una portata tale da riuscire a spodestare il re e farlo giudicare dal popolo, il quale lo condanna a morte. La regina Maria viene invece imprigionata insieme al figlio Karl per un periodo di trenta giorni, al termine del quale segue lo stesso destino del marito. Le guardie non hanno però il coraggio di giustiziare anche il piccolo Karl, ragion per cui annunciano la sua morte ai cittadini quando invece viene adottato da Michael Albus col nome Kal-el.

### Intreccio
Kal-el Albus cresce in una famiglia adottiva di modeste condizioni, relativamente felice e serena, dove viene circondato sin dal suo arrivo dall'amore sincero di un padre e tre sorelle. In particolare stringe un forte legame con Ariel, la figlia minore di Michael nonché sua coetanea. Tuttavia il ricordo della "rivoluzione del vento", la rivolta che lo ha privato del titolo nobiliare ed ha causato la morte della madre a cui era molto attaccato, rimane vivido nella sua mente e, nel corso degli anni, non smette mai di pensare a come vendicarsi di Nina Viento, la causa di tutti i suoi mali. I suoi propositi di vendetta vedono un barlume di speranza quando viene organizzata una spedizione verso i confini del cielo sulla città fluttuante di Isla, di cui Nina Viento è governatrice. Kal-el decide subito di partecipare al viaggio esplorativo per cogliere l'occasione e trovare Nina, ecco perché si unisce alla divisione aerea dell'accademia Cadoques insieme ad Ariel e parte all'avventura verso l'ignoto.

## Personaggi

### Personaggi principali

Kal-el Albus e Claire Cruz

Kal-el Albus (カルエル・アルバス?, Karueru Arubasu) / Karl La Hire (カール・ラ・イール?, Kāru Ra Īru)
Doppiato da: Natsuki Hanae
Kal-el è il precedente principe ereditario dell'impero di Balsteros, la cui monarchia è stata spodestata dopo la rivoluzione del vento. Da piccolo, mentre era imprigionato con la madre, il vedere un aeroplano volare alto nel cielo aveva contribuito a fargli aspirare a diventare un pilota e, dopo un mese di prigionia, venne adottato dalla famiglia di Michael Albus. A causa dei ricordi della rivoluzione del vento, serba un forte rancore nei confronti di Nina Viento.
Si unisce alla divisione aerea dell'accademia Cadoques insieme ad Ariel, e si innamora a prima vista di Claire Cruz. Tuttavia, dopo aver scoperto che Claire è Nina Viento, subisce un conflitto interiore causato dal contrasto tra i suoi sentimenti d'amore e il suo rancore per il passato. Alla fine ricorda le parole della madre sul "perdonare piuttosto che odiare" e decide di sopprimere tutto il suo odio per Nina.
Claire Cruz (クレア・クルス?, Kurea Kurusu) / Nina Viento (ニナ・ヴィエント?, Nina Vuiento)
Doppiata da: Aoi Yūki
Claire da bambina era in grado di controllare il vento, ragion per cui veniva spesso chiamata strega da tutti coloro che la circondavano. Tuttavia non riuscì più a usare i suoi poteri dalla rivoluzione del vento in poi, quando si unì alla causa nei panni di Nina Viento contribuendo alla sconfitta delle forze nemiche. In seguito, vergognandosi del suo passato, chiese che la sua identità come Nina fosse tenuta segreta.
Si unisce alla divisione aerea dell'accademia Cadoques, dove si innamora di Kal-el e diventa la sua compagna di volo. Dopo essere venuta a conoscenza della vera identità di Kal-el, subisce un conflitto interiore a causa del male che gli ha provocato in passato. Durante la battaglia finale con il clan del cielo, riottiene i suoi poteri e, in cambio dell'incolumità dei suoi cari, accetta di portare a compimento la leggenda dei nemici, secondo la quale una ragazza in grado di controllare il vento, una volta giunta alla sacra sorgente, li avrebbe condotti a una nuova era di prosperità.
Ariel Albus (アリエル・アルバス?, Arieru Arubasu)
Doppiata da: Ayana Taketatsu
Ariel è la sorella adottiva di Kal-el. È più giovane di lui di un giorno, ma lo chiama spesso "fratellino". A causa di un infortunio subito durante uno scontro con il clan del cielo, si trasferisce al reparto manutenzione. In seguito si scopre che è innamorata di Kal-el.
Ignacio Axis (イグナシオ・アクシス?, Igunashio Akushisu)
Doppiato da: Kaito Ishikawa
Ignacio è il figlio della concubina del precedente re Gregorio La Hire, nonché fratellastro di Kal-el. Prima della rivoluzione del vento, i dissidenti espulsero sua madre da palazzo, la quale morì un mese dopo l'esilio. A causa di ciò, Ignacio giurò vendetta contro la famiglia reale.
Diventa il compagno di volo di Ariel nella scuola di volo. Si comporta spesso in maniera fredda e distaccata, ragion per cui Ariel lo definisce uno tsundere. È stato una delle guardie reali di Nina Viento sin da bambino.

### Accademia Cadoques

#### Studenti della divisione aerea
Noriaki Kashiwabara (ノリアキ・カシワバラ?)
Doppiato da: Hiro Shimono
Soprannominato "Noripii", è il compagno di volo di Nanako. È una persona molto forte ed energica. Proviene dalla stessa città di Nanako e viene lasciato intendere che provi qualcosa nei suoi confronti.
Benjamin Sharif (ベンジャミン・シェリフ?, Benjamin Sherifu)
Doppiato da: Shinnosuke Tachibana
Soprannominato "Benji", è il compagno di volo della sua amica d'infanzia Sharon, di cui si innamora nel corso della serie. È una persona calma e con la testa sulle spalle. Perde il braccio destro durante la battaglia decisiva contro il clan del cielo.
Mitsuo Fukuhara (ミツオ・フクハラ?)
Doppiato da: Shinya Hamazoe
Pilota intelligente e dotato, è innamorato della sua compagna di volo Chiharu. Perde la vita nella prima battaglia contro il clan del cielo.
Chiharu de Lucia (チハル・デ・ルシア?, Chiharu de Rushia)
Doppiata da: Asami Tano
La compagna di volo di Mitsuo, che chiama spesso Micchan (Mitty). Dopo la morte del ragazzo, cade in depressione e inizia ad incolparsi dell'accaduto. Consegna personalmente la medaglia all'onore di Mitsuo ai suoi genitori dopo il diploma.
Sharon Morcoz (シャロン・モルコス?, Sharon Morukosu)
Doppiata da: Saori Hayami
Ragazza dolce e gentile, è la compagna di volo del suo amico d'infanzia Benjamin, di cui si innamora nel corso della serie.
Nanako Hanasaki (ナナコ・ハナサキ?)
Doppiata da: Yoshino Nanjō
La compagna di volo di Noriaki. È una persona molto allegra che sorride sempre. Proviene dalla stessa città di Noriaki e viene lasciato intendere che provi qualcosa nei suoi confronti.
Wolfgang Baumann (ウォルフガング・バウマン?, Worufugangu Bauman)
Doppiato da: Teruyuki Tanzawa
Persona molto alta e gentile, è il compagno di volo di Marco. Sebbene abbia la stessa età degli altri studenti, mostra l'aspetto di un adulto. Ben presto si viene a sapere che proviene da una famiglia molto povera e che è diventato un pilota con l'obiettivo di guadagnare più soldi per i suoi numerosi fratelli. Perde la vita nella prima battaglia contro il clan del cielo.
Marco Santos (マルコ・サントス?, Maruko Santosu)
Doppiato da: Daisuke Motohashi
Il compagno di volo di Wolfgang. Viene ferito nella prima battaglia contro il clan del cielo.
Fausto Fidel Melze (ファウスト・フィデル・メルセ?, Fausuto Fideru Meruse)
Doppiato da: Sōichirō Hoshi
Il figlio di Leopold Melze. Proviene da una famiglia reale e, a causa della sua nobiltà, è un tipo molto arrogante. Muore nella prima battaglia contro il clan del cielo.

#### Insegnanti della divisione aerea
Juan Rodrigo Bandereas (ホアン・ロドリゴ・バンデラス?, Hoan Rodorigo Banderasu)
Doppiato da: Takaya Kuroda
L'istruttore della classe di Kal-el. È un tipo arrogante ed impetuoso che però si preoccupa seriamente per i suoi studenti, tanto da tentare di tutto per non farli andare sul campo di battaglia o per salvargli la vita.
Sonia Palez (ソニア・パレス?, Sonia Paresu)
Doppiata da: Yumi Uchiyama
L'istruttrice della classe di Fausto. È molto professionale e porta sempre un grande rispetto nei confronti del collega Juan, anche se non sopporta il suo ego. Aiuta Juan a salvare Chiharu quando il suo aeroplano viene abbattuto, ma più tardi si dimette dal suo ruolo quando riceve l'ordine del comandante Melze di far tornare gli studenti della Cadoques sul campo di battaglia.

### Congresso di Isla
Luis de Alarcon (ルイス・デ・アラルコン?, Ruisu de Ararukon)
Doppiato da: Jūrōta Kosugi
L'ufficiale di rotta di Isla, nonché un vecchio amico dell'istruttore Banderas. Ricopre una figura paterna nei confronti di Claire e per convincerla a diventare la governatrice di Isla, fa in modo che possa partecipare alla scuola di volo sull'isola. Luis è anche una delle ragioni principali per cui Claire continua a frequentare la scuola nonostante la contrarietà della contessa Ulshyrra.
Leopold Melze (レオポルド・メルセ?, Reoporudo Meruse)
Doppiato da: Yusaku Yara
Il comandante della corazzata volante "Luna Barcos". È il padre di Fausto, nonché il capo dell'esercito di Isla. Dopo i primi scontri con il clan del cielo, inizia a sottovalutare il nemico, causando più tardi numerose perdite, tra cui quella di suo figlio. Più tardi è costretto a mandare in battaglia con grande riluttanza anche gli studenti dell'accademia Cadoques.
Amelia Cervantes (アメリア・セルバンテス?, Ameria Serubantesu)
Doppiata da: Fujiko Takimoto
L'assistente e consigliera di Luis, la quale prende il suo lavoro molto seriamente.
Marcus Sanchez (マルクス・サンチェス?, Marukusu Sanchesu)
Doppiato da: Takeshi Maeda
Il ministro delle finanze di Isla. Ha il compito di occuparsi delle operazioni giornaliere dei civili sull'isola.

### Famiglia di Kal-el
Michael Albus (ミハエル・アルバス?, Mihaeru Arubasu)
Doppiato da: Takashi Matsuyama
Il padre di Ariel. Ha adottato Kal-el quando perse entrambi i genitori durante la rivoluzione del vento.
Noelle Albus (ノエル・アルバス?, Noeru Arubasu)
Doppiata da: Sawako Hata
La figlia maggiore della famiglia Albus. Si sposa ed ha un bambino con un uomo di nome Pedro.
Manuelle Albus (マヌエル・アルバス?, Manueru Arubasu)
Doppiata da: Nana Hamasaki
La seconda figlia maggiore della famiglia Albus. Ha lo stesso colore di capelli di Ariel.
Gregorio La Hire (グレゴリオ・ラ・イール?, Guregorio Ra Īru)
Doppiato da: Kenichirō Matsuda
Il padre di Kal-el, nonché il precedente re dell'impero di Balsteros. È stato spodestato e giustiziato durante la rivoluzione del vento.
Maria La Hire (マリア・ラ・イール?, Maria Ra Īru)
Doppiata da: Yuri Amano
La madre di Kal-el. È stata imprigionata insieme al figlio subito dopo la rivoluzione del vento, per poi essere giustiziata dopo un mese.

### Sacro impero di Levamme
Seagull (海猫?, Umineko)
Un aeroplano blu monoposto che appartiene al sacro impero di Levamme e viene pilotato con grande abilità. In Toaru hikūshi e no yasōkyoku viene confermato che il pilota è Charles Karino, un personaggio di Toaru hikūshi e no tsuioku.
Fana Levamme (ファナ・レヴァーム?, Fana Revāmu)
L'alto console del sacro impero di Levamme. È a favore dell'alleanza tra Balsteros e Levamme contro il clan del cielo.
Marcos Guerrero (マルコス・ゲレロ?, Marukosu Gerero)
Doppiato da: Ryōta Takeuchi
Il comandante di Levamme designato per la missione della sacra sorgente. Conduce la nave ammiraglia El Basstel.

### Clan del cielo
Silver Fox (銀狐?, Gingitsune)
Un misterioso pilota del clan del cielo, visto più volte nel corso della serie. Sia il pilota che la sua squadra sono equipaggiati con delle versioni migliori dei caccia del clan del cielo. Sulla fusoliera del suo aeroplano è attaccato un emblema personale.

### Altri personaggi
Contessa Ulshyrra (ウルシラ伯爵夫人?, Urushira hakushaku fujin)
Doppiata da: Chiaki Kanō
Shizuka Hazome (シズカ・ハゾメ?, Shizuka Hazome)
Doppiata da: Hana Satō

## Media

### Light novel
La serie è stata scritta da Koroku Inumura con le illustrazioni di Haruyuki Morisawa. La storia è distribuita in cinque volumi, pubblicati da Shogakukan, sotto l'etichetta Gagaga Bunko, tra il 18 febbraio 2009 e il 18 gennaio 2011. La precedente opera di Inumura, Toaru hikūshi e no tsuioku, è ambientata nello stesso universo narrativo, così come lo sono anche le due serie seguenti: Toaru hikūshi e no yasōkyoku e Toaru hikūshi e no seiyaku.
| Nº | Data di prima pubblicazione | Data di prima pubblicazione | Data di prima pubblicazione |
| Nº | Giapponese                  | Giapponese                  |                             |
| -- | --------------------------- | --------------------------- | --------------------------- |
| 1  | 18 febbraio 2008            | ISBN 978-4-09-451121-5      |                             |
| 2  | 17 luglio 2009              | ISBN 978-4-09-451149-9      |                             |
| 3  | 18 dicembre 2009            | ISBN 978-4-09-451177-2      |                             |
| 4  | 18 agosto 2010              | ISBN 978-4-09-451226-7      |                             |
| 5  | 18 gennaio 2011             | ISBN 978-4-09-451248-9      |                             |

### Anime
Un adattamento anime, prodotto da TMS Entertainment e diretto da Toshimasa Suzuki, è andato in onda dal 6 gennaio al 31 marzo 2014. La composizione della serie è stata affidata a Shin'ichi Inotsume, mentre il character design è stato sviluppato da Hiroki Harada. Le sigle di apertura e chiusura sono rispettivamente azurite, cantata da Aoi Yūki e Ayana Taketatsu, e Kaze ga shitteru (風が知ってる? lett. "Il vento lo sa"), interpretata Akai Kōen. In varie parti del mondo gli episodi sono stati trasmessi in streaming in simulcast da Crunchyroll, mentre in America del Nord i diritti sono stati acquistati da NIS America.

#### Episodi
| Nº | Titolo italiano (traduzione letterale) Giapponese 「Kanji」 - Rōmaji                                | In onda          | In onda |
| Nº | Titolo italiano (traduzione letterale) Giapponese 「Kanji」 - Rōmaji                                | Giapponese       |         |
| 1  | L'isola della partenza 「旅立ちの島」 - Tabidachi no shima                                          | 6 gennaio 2014   |         |
| 2  | La divisione aerea dell'accademia Cadoques 「カドケス高等学校飛空科」 - Kadokesu kōtō gakkō hikū-ka | 13 gennaio 2014  |         |
| 3  | La rivoluzione del vento 「風の革命」 - Kaze no kakumei                                             | 20 gennaio 2014  |         |
| 4  | Il mare di stelle 「星の海原」 - Hoshi no unabara                                                   | 27 gennaio 2014  |         |
| 5  | La ragazza che richiama il vento 「風呼びの少女」 - Kaze yobi no shōjo                              | 3 febbraio 2014  |         |
| 6  | La sacra sorgente 「聖泉」 - Seisen                                                                 | 10 febbraio 2014 |         |
| 7  | Una morte gloriosa 「散華」 - Sange                                                                 | 17 febbraio 2014 |         |
| 8  | Il nome dell'uccello 「鳥の名前」 - Tori no namae                                                   | 24 febbraio 2014 |         |
| 9  | Il tuo nome 「きみの名は」 - Kimi no na wa                                                          | 3 marzo 2014     |         |
| 10 | I cieli del coraggio 「勇気の飛翔（そら）」 - Yūki no sora                                          | 10 marzo 2014    |         |
| 11 | Una canzone d'amore 「恋歌」 - Koiuta                                                               | 17 marzo 2014    |         |
| 12 | La fine del cielo 「空の果て」 - Sora no hate                                                       | 24 marzo 2014    |         |
| 13 | Il cielo dove ci sei tu 「きみのいる空へ」 - Kimi no iru sora e                                     | 31 marzo 2014    |         |

### Manga
Un adattamento manga di Takeshi Kojima è stato serializzato sulla rivista Shōnen Sunday Super di Shogakukan dal 25 febbraio 2014 al 25 settembre 2015. I vari capitoli sono stati raccolti in quattro volumi tankōbon, pubblicati tra il 18 luglio 2014 e il 18 novembre 2015.

#### Volumi
| Nº | Data di prima pubblicazione | Data di prima pubblicazione | Data di prima pubblicazione |
| Nº | Giapponese                  | Giapponese                  |                             |
| -- | --------------------------- | --------------------------- | --------------------------- |
| 1  | 18 luglio 2014              | ISBN 978-4-09-125070-4      |                             |
| 2  | 18 febbraio 2015            | ISBN 978-4-09-125610-2      |                             |
| 3  | 18 giugno 2015              | ISBN 978-4-09-125879-3      |                             |
| 4  | 18 novembre 2015            | ISBN 978-4-09-126494-7      |                             |